# 小行星8370
小行星8370（英語：8370 Vanlindt）是一颗围绕太阳公转的小行星。1991年9月4日，艾瑞克·怀特·埃尔斯特在拉西拉天文台发现了此天体。
这颗小行星的绝对星等为73.77202等。